# ببرماهی‌مانندان
ببرماهی‌مانندان (انگلیسی: Coiidae) نام خانواده‌ای از ماهیان است مرتبط با سه‌دم‌ماهیان و ببرماهی‌ها.